# 双曲螺线
双曲螺线（Hyperbolic spiral）又称倒数螺线（reciprocal spiral）。

## 轨迹定义
极径与极角成反比的点的轨迹称为双曲螺线。

### 曲线特征
- 有一条平行于极轴的渐近线。
- 是阿基米德螺線的倒數。
- 曲线出发于极点。

## 曲线方程

### 极坐标方程
{\displaystyle r\theta =c}
其中c为常数。
直角坐標系中，
{\displaystyle x={\frac {c}{\theta }}\cos {\theta }}
{\displaystyle y={\frac {c}{\theta }}\sin {\theta }}
因此可見渐近线为：{\displaystyle y=c}。